# André Pilz
André Pilz (* 4. Juni 1972 in Lauterach, Vorarlberg) ist ein österreichischer Schriftsteller.

## Leben
Pilz wuchs in Vorarlberg auf, wo er das Gymnasium in Bregenz besuchte. In Innsbruck studierte er und arbeitete auch jahrelang als Museumsaufseher und als Aushilfe am Flughafen, ehe sein erster Roman veröffentlicht wurde. Heute lebt der Autor in München und in Vorarlberg.
Sein Erstling, der Roman No llores, mi querida – Weine nicht, mein Schatz (2005), erzählt die Geschichte des Skinheads ‚Rico Steinmann‘, der sich in die mexikanische Studentin ‚Maga‘ verliebt. Am Deutschen Theater in Berlin fand am 15. September 2007 die Uraufführung von Weine nicht unter der Regie von Robert Borgmann, u. a. mit Marek Harloff als Rico Steinmann und Alwara Höfels als Maga in den Hauptrollen statt. Sowohl der Roman als auch die Bühnenfassung waren nicht unumstritten.
Bataillon d’Amour – eine Geschichte von Liebe und Gewalt (2007) schildert den Leidensweg einer jungen Frau aus Lateinamerika, die in Deutschland zur Prostitution gezwungen wird.
2010 erschien mit Man Down der dritte Roman des Autors. Das Buch handelt vom Drogendealer ‚Kai‘, der sich in ‚Marion‘ verliebt, welche jedoch ein fatales Geheimnis birgt. Der Regisseur Michael von Oppen adaptierte den Roman für die Bühne. Man Down wurde am 23. Juli 2010 im Theater Halle 7 in München uraufgeführt.
Am 28. Jänner 2011 wurden am Theater Kosmos in Bregenz Die sieben Todsünden uraufgeführt; Pilz bearbeitete hierfür die Todsünde Geiz.
Im Rotbuch Verlag erschien 2011 He Shot Me Down – Rock ’n’ Crime Stories, eine Krimianthologie, für die André Pilz den Krimi 7 fucking tracks beisteuerte. Am 25. September 2012 erschien Pilz’ vierter Roman Die Lieder, das Töten, der von einer Zeit nach einem GAU in einem deutschen Kernkraftwerk spielt.
Pilz’ Roman Der anatolische Panther (2016) handelt von einem jungen türkischstämmigen Deutschen, der von einem Expolizisten gezwungen wird, die Moschee eines Hasspredigers in München auszuspionieren. Der Suhrkamp Verlag in Berlin veröffentlicht 2022 den Thriller Morden und lügen in der Krimi-Reihe von Herausgeber Thomas Wörtche.

## Werke
- No llores, mi querida – Weine nicht, mein Schatz. Ein Skinheadroman (Roman, 2005, ISBN 3-86546-031-3)
- Bataillon d’Amour – Eine Geschichte von Liebe und Gewalt (Roman, 2007, ISBN 3-86546-046-1)
- Man Down – (Roman, Haymon Verlag, Innsbruck/Wien 2010, ISBN 978-3-85218-623-8)
- Die Lieder, das Töten – (Roman, Haymon Verlag, Innsbruck/Wien 2012, ISBN 978-3-7099-7002-7)
- Der anatolische Panther – (Roman, Haymon Verlag, Innsbruck/Wien 2016, ISBN 978-3-7099-7861-0)
- Morden und lügen - (Roman, Suhrkamp Verlag, Berlin 2022, ISBN 978-3-518-47285-9)